# Soundtrack to the Apocalypse

Soundtrack to the Apocalypse est une compilation du groupe Slayer, sorti en 2003.

## Disque 1
1. "Angel of Death" – 4:50
2. "Criminally Insane (Remix)" – 3:07
3. "Postmortem" – 3:27
4. "Raining Blood" – 4:12
5. "Aggressive Perfector" – 2:28
6. "South of Heaven" – 4:45
7. "Live Undead" – 3:50
8. "Silent Scream" – 3:05
9. "Mandatory Suicide" – 4:04
10. "Spill the Blood" – 4:49
11. "War Ensemble" – 4:51
12. "Dead Skin Mask" – 5:16
13. "Hallowed Point" – 3:24
14. "Born of Fire" – 3:07
15. "Seasons in the Abyss" – 6:26
16. "Hell Awaits" (Live) – 6:49
17. "The Antichrist" (Live) – 3:11
18. "Chemical Warfare" (Live) – 5:25

## Disque 2
1. Sex. Murder. Art.
2. Dittohead
3. Divine Intervention
4. Serenity In Murder
5. 213
6. Can't Stand You
7. Ddamm
8. Gemini
9. Bitter Peace
10. Death's Head
11. Stain of Mind
12. Disciple
13. Send Death
14. New Faith
15. In-A-Gadda-Da-Vida
16. Disorder - Ice-T
17. Memories Of Tomorrow
18. Human Disease
19. Unguarded Instinct
20. Wicked
21. Addict
22. Scarstruck

## Disque 3
1. Ice Titan (Live In California - 3/83)
2. The Antichrist (Tom Araya's Garage - 12/83)
3. Fight Till Death (Tom Araya's Garage - 12/83)
4. Necrophiliac (Live In California - 9/85)
5. Piece By Piece (Studio Rough Mix/Outtake - W/Original Bass Intro)
6. Raining Blood (Live In Canada - 11/86)
7. Angel Of Death (Live In Canada - 11/86)
8. Jeff Hanneman Home Recordings (Early Version Of 'Raining Blood')
9. Jeff Hanneman Home Recordings (Early Version Of 'South Of Heaven')
10. Seasons In The Abyss (Live In Michigan - 6/91)
11. Mandatory Suicide (Live In Michigan - 6/91)
12. Mind Control (Live In Brazil - 1994)
13. No Remorse (I Wanna Die) - Atari Teenage Riot
14. Dittohead (Live In California - 5/98)
15. Sex. Murder. Art. (Live In California - 5/98)
16. Bloodline (Live In Sweden - 2002)
17. Payback (Live In Sweden - 2002)

## Disque 4 (DvD)
1. "Die by the Sword (Live)"
2. "Aggressive Perfector (Live)"
3. "Praise of Death (Live)"
4. "Haunting the Chapel (Live)"
5. "Necrophobic (Live)"
6. "Reborn (Live)"
7. "Jesus Saves" (Live)
8. "War Ensemble" (Live)
9. "South Of Heaven" (Live)
10. "Dead Skin Mask" (Live)
11. "Gemini" (Live)
12. "Kerrang! Magazine Awards '96: Heaviest Band Award"
13. "EPK for Diabolus in Musica"
14. "Stain of Mind"
15. "Bloodline" (Live)
16. "Disciple" (Live)
17. "God Send Death" (Live)

## (Bloodpack, Deluxe Edition only)
1. "Darkness of Christ" – 1:48
2. "Disciple (Live)" – 4:30
3. "War Ensemble (Live)" – 5:40
4. "Stain of Mind (Live)" – 3:59
5. "Postmortem (Live)" – 4:20
6. "Raining Blood" (Live) – 3:25
7. "Hell Awaits" (Live) – 7:14
8. "At Dawn They Sleep" (Live) – 7:44
9. "Dead Skin Mask" (Live) – 6:32
10. "Seasons In The Abyss" (Live) – 4:32
11. "Mandatory Suicide" (Live) – 5:13
12. "Chemical Warfare" (Live) – 7:00
13. "South Of Heaven" (Live) – 4:32
14. "Angel Of Death" (Live)– 6:18

## Membres du groupe
- Tom Araya - Basse, chant
- Jeff Hanneman - Guitare
- Kerry King - Guitare
- Dave Lombardo - drums on disc #1 tracks 1-18, disc #2 track 15, disc #3 tracks 1-7, 10-11 and 16-17, disc #4 tracks 1-10 and 15-17, disc #5 tracks 1-14
- Paul Bostaph - drums on disc #2 tracks 1-14 and 16-22, disc #3 tracks 12 and 14-15, disc #4 track 14
- Jon Dette - drums on disc #4 track 11